# Ester Kreitman
Ester Kreitman (jid. ‏אסתּר קרײטמאַן‎ Ester Krejtman; także Hinde Ester Kreitman, Ester Singer Kreitman; ur. 1891 w Biłgoraju, zm. 13 czerwca 1954 w Londynie ) – żydowska powieściopisarka i autorka opowiadań, tworząca w języku jidysz.
Jej młodszymi braćmi byli pisarze: Israel Joszua Singer i noblista Isaac Bashevis Singer . Była uważana za równie uzdolnioną literacko jak jej bracia.

## Życiorys
Urodziła się w Biłgoraju jako Hinde Ester Zinger (jid. ‏הינדע אסתּר זינגער‎), jej ojciec był rabinem. W późniejszym okresie mieszkała w Warszawie, następnie w Antwerpii, Paryżu, wreszcie w Londynie .
W 1912, gdy miała 20 lat, narzucono jej małżeństwo z Avrahamem Kreitmanem, szlifierzem diamentów, z którym wyjechała najpierw do Antwerpii, a po wybuchu I wojny światowej – do Londynu, gdzie mieszkała aż do śmierci.

## Twórczość
Publikowała opowiadania w londyńskich czasopismach: „Dos Fraje Wort” (jid. ‏דאָס פֿרײַע װאָרט‎), „Wajtszepl lebt” (jid. ‏װײַטשעפּל לעבט‎), „Loszn un Lebn” (jid. ‏לשון און לעבן‎) i in.  Ważnym motywem jej twórczości były wątki feministyczne, domaganie się równych praw dla kobiet.
W formie książkowej ukazały się :
- 1936: Der szejdim-tanc (jid. ‏דער שדים־טאַנץ‎, Taniec demonów), Warszawa (powieść, 295 stron)
- 1944: Briljantn (jid. ‏בריליאַנטן‎, Brylanty), Londyn (powieść, 304 strony)
- 1950: Jiches (jid. ‏יחוס‎, Rodowód), Londyn (opowiadania i szkice, 129 stron)

Tłumaczyła również literaturę angielską na jidysz, m.in. Charlesa Dickensa i George’a Bernarda Shaw .
Zdaniem młodszego brata, Isaaca Bashevisa, Kreitman to „najlepsza znana mu pisarka w jidysz”, ale „kto by mógł żyć z takim wulkanem”.

### Przekłady na język polski
- Ester Singer Kreitman: Rodowód. Tłum. Natalia Moskal; redakcja językowo-merytoryczna Monika Adamczyk-Garbowska. Lublin: Fame Art, Ośrodek „Brama Grodzka – Teatr NN”, 2016. ISBN 978-83-65444-05-9. Brak numerów stron w książce (Tłumaczenie z języka angielskiego.)
- Ester Singer Kreitman: Taniec demonów. Tłum. Andrzej Pawelec; konsultacja merytoryczna Magdalena Ruta i Magdalena Sitarz. Lublin: Fame Art, 2019. ISBN 978-83-954096-0-8. Brak numerów stron w książce (Tłumaczenie z języka angielskiego.)
- Ester Singer Kreitman: Brylanty. Tłum. Monika Polit, Zofia Zięba, Jakub Zygmunt; redakcja językowa Łukasz Kuć; korekta Anna Marszał. Lublin: Fame Art, 2021. ISBN 978-83-954096-9-1. (Tłumaczenie z języka jidysz.)